# Dominostein

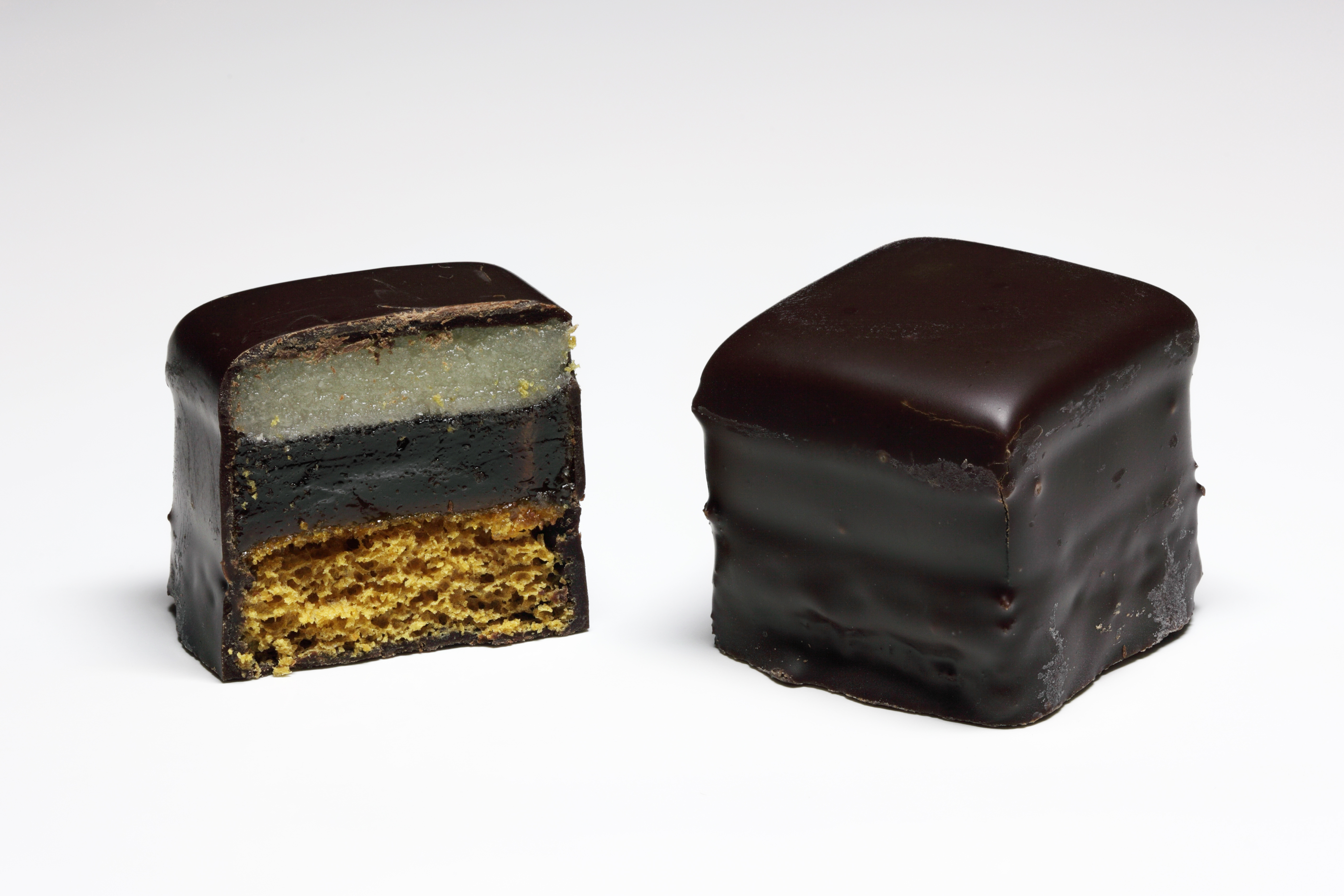
Doppelt gefüllter Dominostein (Größe 25 × 25 × 23 mm) mit Zartbitterbeschichtung in Schnitt und Gesamtansicht

Dominosteine sind eine Backware aus Lebkuchen und weiteren Zutaten. Es sind Würfel aus mehreren Schichten aus braunem Lebkuchen und verschiedenen Füllungen, vor allem Fruchtgelee, Marzipan oder Persipan, mit einem Schokoladenüberzug. Wenngleich Dominosteine das ganze Jahr über erhältlich sind, gehören sie zu den herbst- und winterlichen Saisonwaren und zum Weihnachtsgebäck.

## Beschreibung

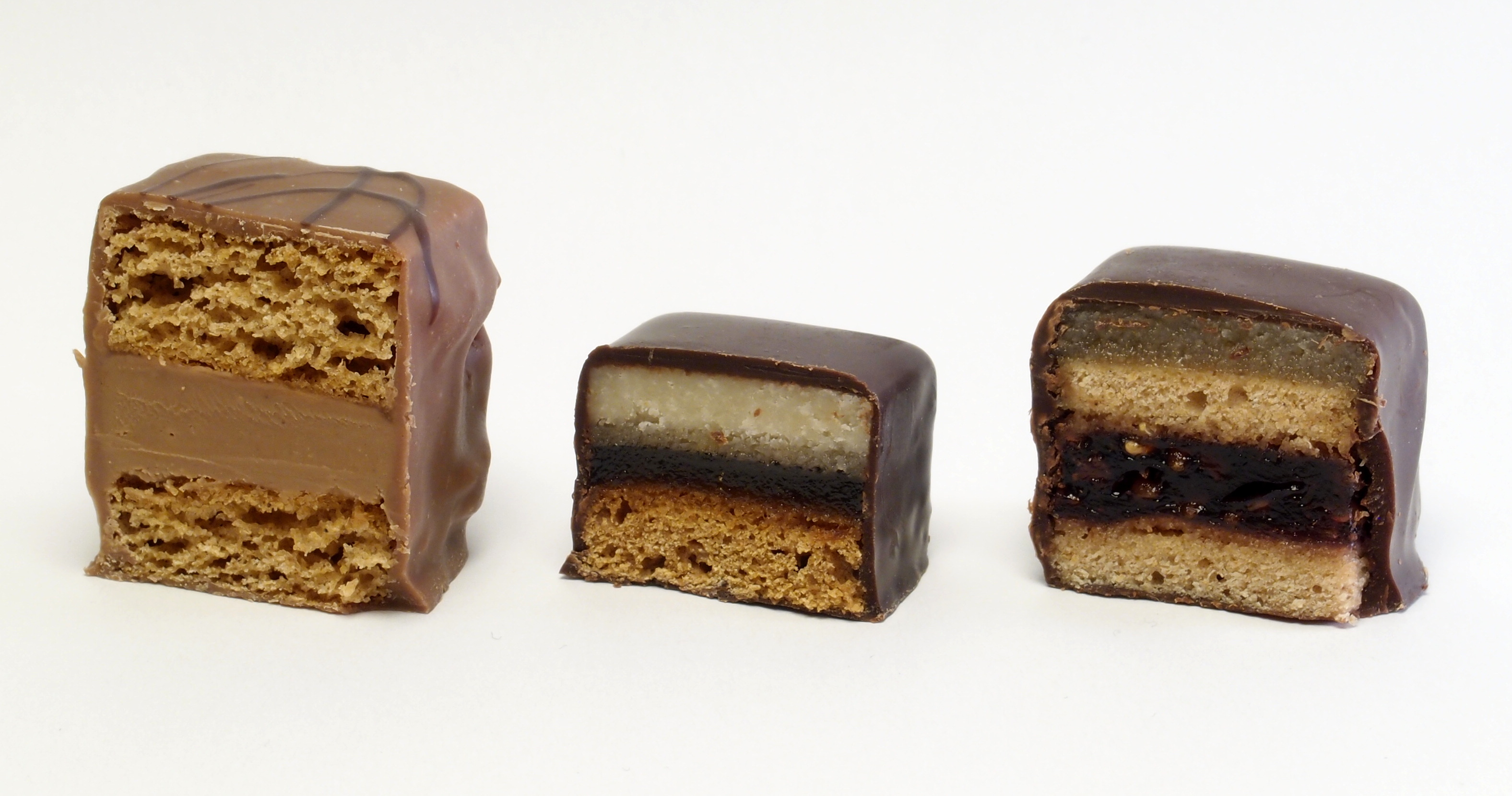
Dominosteine mit verschiedenen Füllungen. Links ein einfach gefüllter Stein mit Nougatcreme, rechts doppelt gefüllte Varianten mit Fruchtzubereitung und Marzipan

Das Deutsche Lebensmittelbuch klassifiziert Dominosteine als gefüllte braune Lebkuchen und zählt sie damit zum Dauergebäck. Neben einfachen Dominosteinen definiert es noch zwei herausgehobene Qualitätsstufen, und zwar:
- Feine Dominosteine müssen mindestens zwei Lagen Füllung enthalten, davon mindestens eine aus einer Fruchtzubereitung und eine aus Marzipan oder Persipan. Eine gleichbedeutende, eher unübliche Bezeichnung ist „Dessert-Dominosteine“.
- Feinste Dominosteine dürfen ausschließlich Füllungen aus Fruchtzubereitungen und Marzipan enthalten, also kein Persipan oder sonstiges.

Sehr verbreitet sind doppelt gefüllte Dominosteine mit einem Lebkuchenboden, darauf eine Schicht Fruchtzubereitung, unmittelbar darauf Persipan (seltener Marzipan); einfach gefüllte Dominosteine oder andere Füllungen findet man fast nur beim Bäcker oder Lebküchner. Als Überzug kommt sowohl Zartbitter- als auch Milch- und weiße Schokolade in Frage.
Um Dominosteine herzustellen, bäckt man zunächst den Lebkuchenboden, legt darauf großflächig die Füllungen und je nach Variante weitere Lebkuchenschichten, schneidet die fertige Platte dann erst in Würfel und überzieht sie mit Kuvertüre.

## Geschichte
Der Dominostein wurde 1936 vom Dresdner Chocolatier Herbert Wendler (1912–1998) erfunden. Die Schichtpraline sollte breitere Käuferschichten ansprechen, da sie billiger war als die übrigen Produkte seiner Pralinenmanufaktur. In Zeiten der Lebensmittelknappheit während des Zweiten Weltkriegs wurde der Dominostein als „Notpraline“ populär. Als Nachfolger dieser Tradition führt die Firma Dr. Quendt die Dominosteine fort. Sie erbte das Originalrezept von Herbert Wendler, als dessen Firma 1996 in Insolvenz ging. Jährlich werden 800 Millionen Dominosteine produziert. Als Eigenentwicklung kam das „Dresdner Herrenkonfekt“ mit 30 % Rum-Punsch-Füllung auf den Markt.
Die Firma Lambertz in Aachen produziert von Juli bis Dezember viereinhalb Millionen Dominosteine täglich.